# Tadeusz Ciesiulewicz
Tadeusz Ciesiulewicz (ur. 17 listopada 1936 w Wilnie, zm. 5 maja 1997 w Sopocie) – polski artysta plastyk.

## Życiorys
Urodził się w Wilnie, w 1945 razem z rodziną podczas repatriacji trafił do Gdańska, gdzie uczęszczał do Państwowego Liceum Sztuk Plastycznych, jednym z jego nauczycieli był Zdzisław Kałędkiewicz. Naukę kontynuował studiując na Wydziale Malarstwa Sztalugowego w Państwowej Wyższej Szkole Sztuk Plastycznych pod kierunkiem Juliusza Studnickiego i Hanny Żuławskiej. Po ukończeniu nauki podjął pracę nauczyciela, do 1981 pracował w gdyńskim Państwowym Liceum Sztuk Plastycznych, którego sam był kiedyś uczniem. W 1968 został członkiem Związku Polskich Artystów Plastyków, od 1977 do 1980 był wiceprezesem Okręgu Gdańskiego tego stowarzyszenia. Przez wiele lat mieszkał w Sopocie, był współzałożycielem i członkiem Towarzystwa Przyjaciół tego miasta. Spoczywa na miejscowym cmentarzu komunalnym (kwatera S1-12-6).

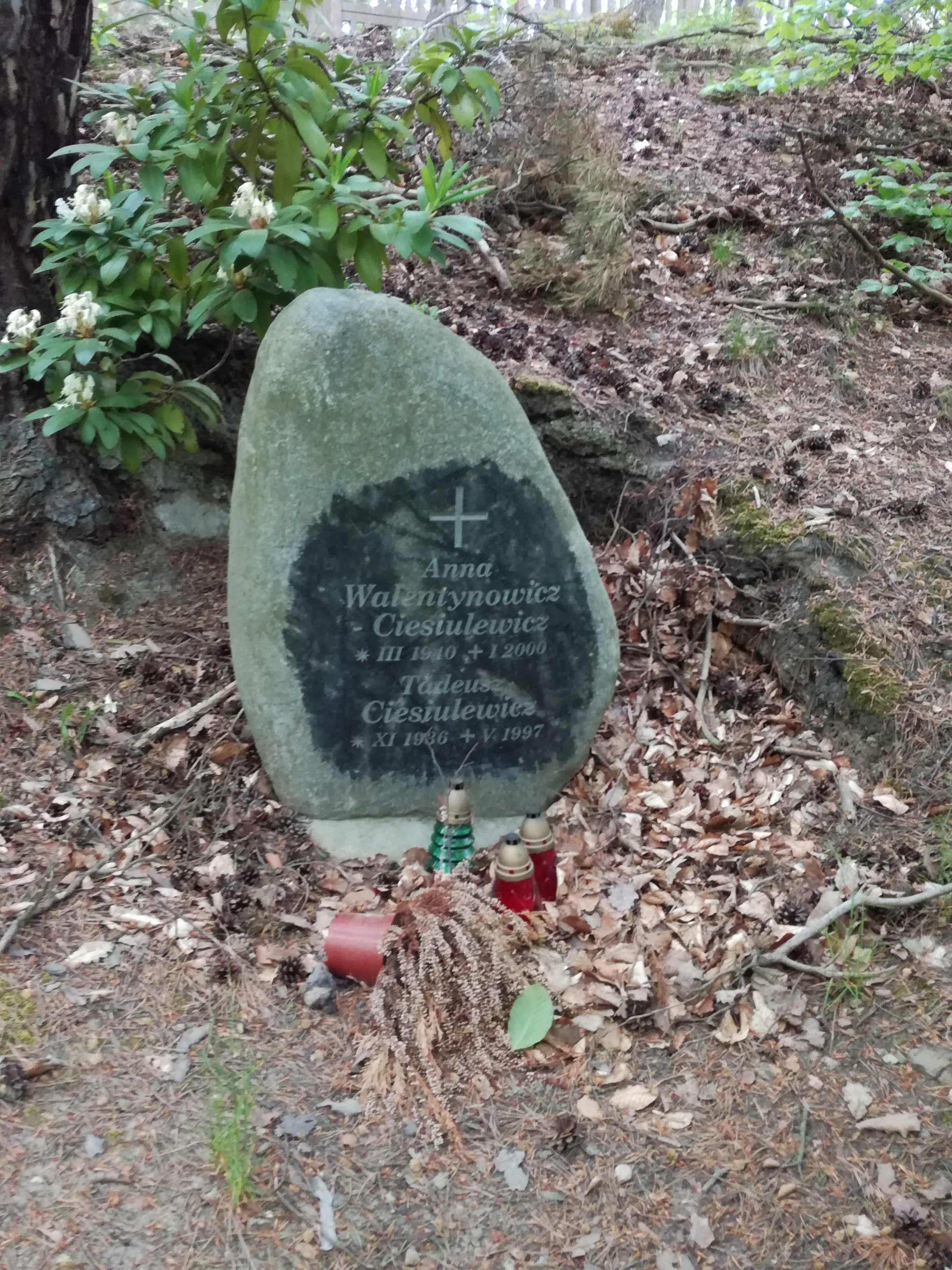
Grób Tadeusza Ciesiulewicza na cmentarzu komunalnym w Sopocie

## Twórczość
Tadeusz Ciesiulewicz zajmował się wieloma aspektami plastyki, począwszy od malarstwa sztalugowego, poprzez grafikę, ilustrowanie wydawnictw, projektowanie plakatów po zdobnictwo ceramiki tworzonej według własnych pomysłów.
Wybrane pozycje wydawnicze ilustrowane przez Tadeusza Ciesiulewicza:
- "Musica" /1965/;
- "Uczta Gdańsk III" /1968/;
- "Czarna" /1977/;
- "Muza Melska II" /1985/;
- "Muza I" /1986/;
- Ilustracje do bajki "Przygody liska na morzu" /1971/;
- Ilustracje do bajki "Od Lewiatana do Jormungandra" /1976/.